# Portul Capetown

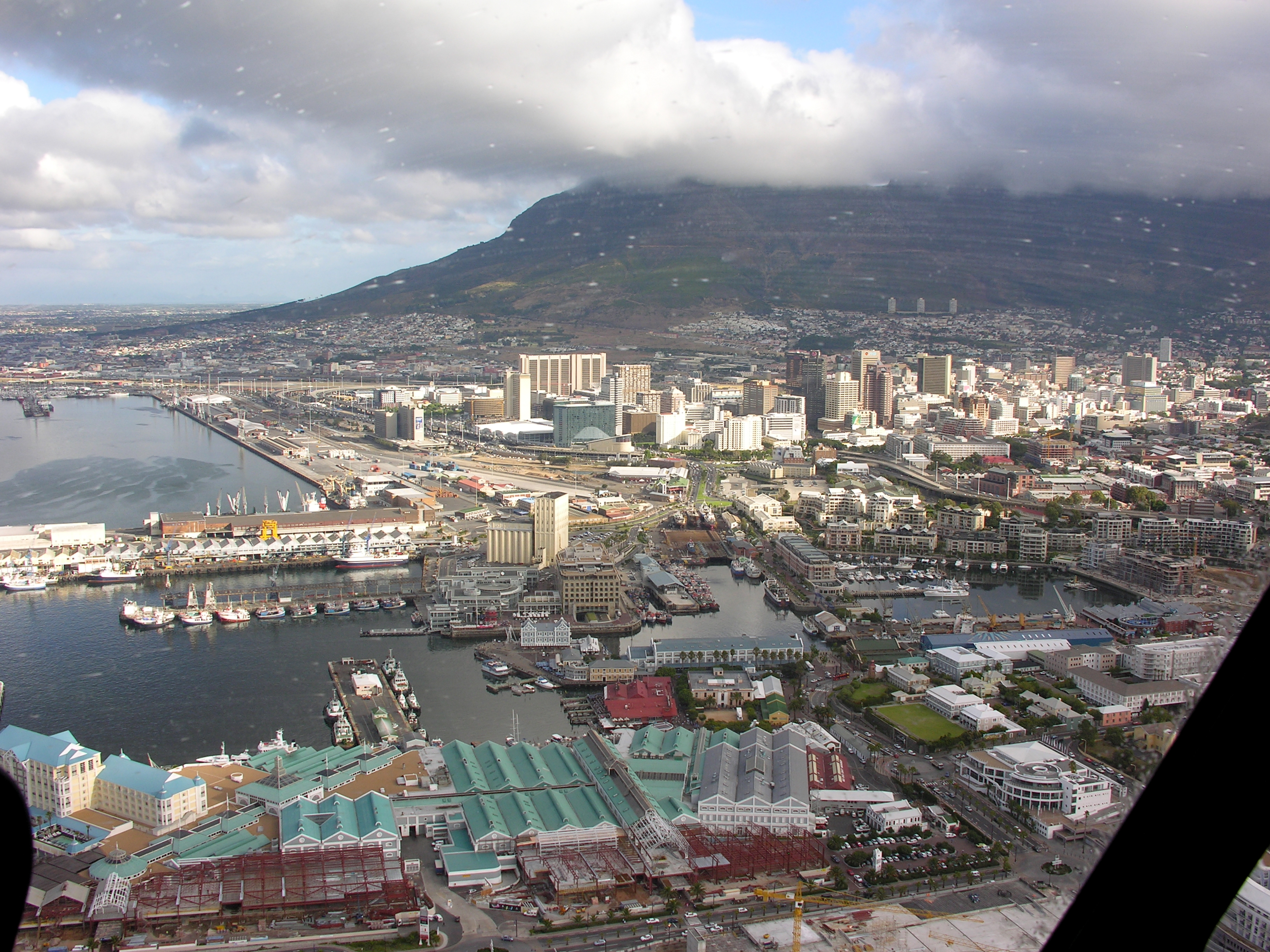
Portul

Capetown este situat în golful Table pe coasta de SW a Africii de S.
Traficul anual este de aproximativ 4000 de nave, 316000 TEU și 13 mil. tone de marfa.
Caracteristici maxime pentru pasagere și mineraliere sunt următoarele: lungime maxima până la 1000 ft si pescaj până la 36 ft, iar pentru tancuri: lungime maxima de 820 ft si pescaj de 43ft.
Comunicații
Radio Capetown cu call sign ZSC. Pentru VHF se face cu ajutorul “Control Portuar al golfului Table” pe canalul 16 (chemare) și 12 (lucru).
Navigația
Limitele portului la W de aliniamentul dintre Green Point și farul Robben Island si la N de aliniamentul dintre partea de E a farului Robben Island până la țărmul de E al golfului Table, până la S de marcajul de apă înaltă, atât încât să includă partea din fata a țărmului până la Castle și partea din spate a farului Green Point.
Balizajul este compus din următoarele elemente:
a) baliza Racon având un relevment de 1700 (T)față de dig, este Racon de NW și bate la distanta de 1.9 Mm.
Canalul este dragat în partea de SE și este marcat de baliza luminoasă.
b) o pereche de balize luminoase 1 și 2, marchează celălalt capăt al canalului.
Trebuie evitată baliza Whale Rock în poziția 330 50’4  S, 0180 23’2 E.
Pilotaj Obligatoriu. Cu 1 oră înainte se anunță Căpitănia Portului prin radio VHF pe canalul 16 sau 12. Pilotina este dotată cu multicanale VHF. Pilot la bord la intrarea în port.
Ancoraj Nu sunt zone speciale de ancoraj. Ancorajul este interzis pe canalul dragat și învecinării până la 2 Mm NNW de baliza luminoasă a digului.
Remorcaj Remorcherele se alătură navelor la aproximativ 0.25 Mm de intrarea în port.
Principalele ajutoare pentru navigație Exista 3 faruri: Mouille Point, Robben Island și Milnerton. 3 canale cu balize și 1 baliza pentru ape periculoase.
Restrictii Navelor nu le este permisă intrarea în port, până când agentul nu a fost anunțat. Tancurile petroliere și navele care transportă explozivi sau mărfuri periculoase au restricții la primele ore ale zilei.
Densitate:1025
Maree:Înălțimea la sizigii: max 1.8 m, min. 1.6 m, iar la cuadratura: max 1.2 m, min 0.6 m.
Timp:GMT + 2 ore.
Dane și marfa
Portul este alcătuit din 4 bazine principale: bazinul Victoria, bazinul Alfred, docul Duncan și docul Ben Schoeman, toate protejate de diguri. Ancorajul e bun în zonă.